# Civil War: A Nation Divided
Civil War: A Nation Divided es un videojuego histórico de acción en primera persona desarrollado por Cauldron y lanzado el 14 de noviembre de 2006 y lanzado por Activision Value y The History Channel para PC y PlayStation 2.

## Perspectiva general
La línea histórica de A Nation Divided es relativamente corta, abarcando doce niveles basados en las más conocidos batallas de la guerra civil estadounidense. Uno puede jugar como la Confederación o la Unión. Los jugadores juegan como un diferente soldado cada batalla.
- Datos: Q3987561